# Пік Міллер (Аризона)
Пік Мі́ллер (2886 м) — друга найвища гора в окрузі Кочіз, штат Аризона (після вершини Чирикахуа). Розташована приблизно за 16 км на південь від Сьєрра-Віста в Аризоні, вона є найвищою горою гірського хребта Гуачука та популярним туристичним місцем серед піших туристів. Гора є найвищою точкою в місцевості піку Міллер у Національному лісозаповіднику Коронадо . Територія зазнала змін унаслідок пожежі Монумент у 2011 році, і більшість сосен, які можна побачити на старих фотографіях, були спалені та знищені. Скрабовий дуб починає заповнювати ділянки території, які раніше були покриті сосною.

## Піший туризм на території піку Міллер
Пік Міллер можна підкорити, обравши будь-який з декількох маршрутів, що містять походи середнього рівня важкості, які необхідні для успішного підйому і проходження всього шляху туди та назад. Мабуть, найвідоміший початок шляху знаходиться в кінці дороги Міллер Каньйон, поблизу Герефорда, штат Аризона. Інші популярні маршрути включають стежку «Перевал Монтесума» у Національному лісозаповіднику Коронадо і стежку Карр Пік, але короткий шлях до вершини від основної траси «Крест» можна здійснити практично з будь-якої іншої траси у гірському хребті Гуачука. Помітними визначними пам'ятками на цьому шляху є джерело Ванту та «Ведмеже сідло». Територію навколо піку Карр можна обійти в один день уздовж шляху Крес.
Якщо ви хочете піднятись на вершину піку Міллер, то повинні взяти мінімум 3 літри води, особливо під час літніх місяців. Вологість взимку дуже низька (менше ніж 15 %), тому краще взяти більше води, ніж ви думаєте, навіть коли температура не висока. Взимку сніжні бурі відбуваються часто. Влітку люті грози та раптові паводки трапляються на вершині, тому йти у похід влітку можна коли немає грози. Подорожуючі також повинні знати, що це місце часто відвідують нелегальні іммігранти та перевізники наркотиків, які перетинають кордон з Мексикою, що знаходиться всього за декілька кілометрів. Завжди остерігайтесь оточуючих. Незважаючи на те, що в останні роки потік людей зменшився, сміття після недавніх незаконних подорожуючий дуже помітне. Ви також інколи можете зустрічатись з представниками прикордонного патрулювання, оскільки вони також патрулюють цю територію.